# Theodor Wottitz
Theodor Wottitz (* 31. März 1875 in Wien; † 11. März 1937 ebenda) war ein österreichischer Komponist, Kapellmeister und Textdichter zahlreicher Wienerlieder.

## Leben
Theodor Wottitz sollte ursprünglich in der Lederbranche tätig sein. Er fühlte sich jedoch zur ernsten Musik hingezogen, erhielt seine  Ausbildung an der Wiener Musikakademie, verdiente seinen Lebensunterhalt als Pianist und Alleinunterhalter und wirkte während des Ersten Weltkrieges als Militärkapellmeister. Er komponierte unzählige Wienerlieder, Märsche und Ouvertüren und arrangierte Lieder für Orchester.
Wottitz war musikalischer Leiter im Varieté Gartenbau und im Budapester Orpheum (1912–1914). 1938 wurden seine Notendrucke wegen seiner jüdischen Herkunft aus den Musikgeschäften entfernt.

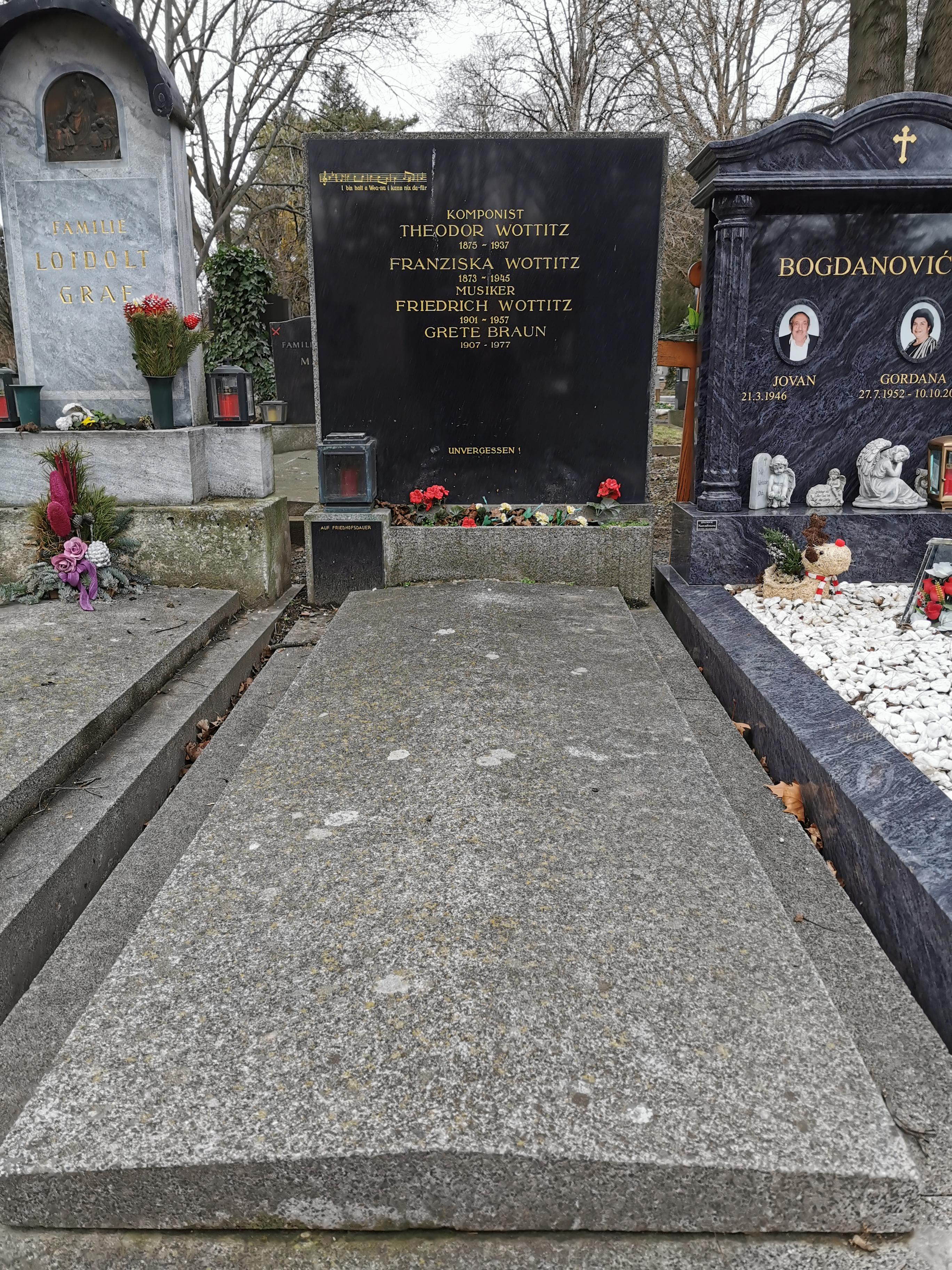
Grab auf dem Wiener Zentralfriedhof

Die Stadt Wien widmete Theodor Wottitz wegen seiner Verdienste um das Wienerlied ein Ehrengrab am Wiener Zentralfriedhof (Grab: Gruppe 33 E, Reihe 16, Nr. 12).

## Werke
- Alte geh bitte brumm net
- Budapester Orpheum Marsch
- Conrad Hötzendorf-Marsch
- Das ist der Hausbrauch in Wien
- Die Fichte
- Die höchsten Tanz
- Die Wiener Bürgerwehr, Marsch
- Erinnerung an die goldene Backhendlzeit
- I bin halt a Weaner, i kann nix dafür
- Im Wienerwald
- Im Rosenpavillon
- In den Praterauen
- Nach Zigeuner Art
- Nur di allani hab i gern
- Schackerl, Schackerl, trau di net
- Was die Glocken vom Stephansdom erzählen
- Wiener Vollblutkinder
- Zwa Fiedeln, a Klampfen a Maurerklavier